# گرابشچزنا
گرابشچزنا (به لهستانی:  Grabszczyzna) یک روستا در لهستان است که در گمینا ستراخووکا واقع شده‌است.